# Amt Segeberg-Land

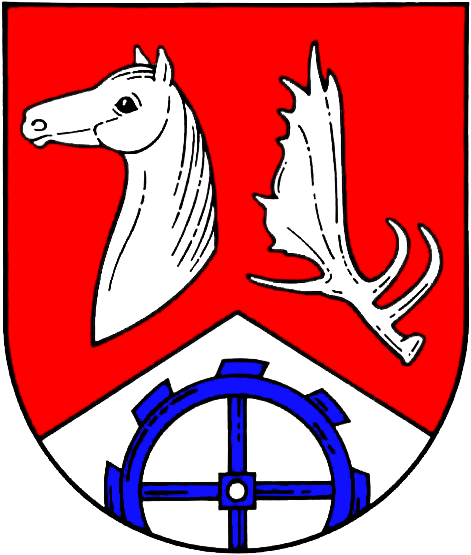
Wappen des ehem. Amtes Segeberg-Land

Das Amt Segeberg-Land war ein Amt im Kreis Segeberg in Schleswig-Holstein. Der Verwaltungssitz befand sich in Bad Segeberg. Das Amt hatte eine Fläche von etwa 175 km² und rund 13.500 Einwohner in den 20 Gemeinden
- Bahrenhof
- Blunk
- Bühnsdorf
- Dreggers
- Fahrenkrug
- Geschendorf
- Groß Rönnau
- Klein Gladebrügge
- Klein Rönnau
- Negernbötel
- Neuengörs
- Pronstorf
- Schackendorf
- Schieren
- Stipsdorf
- Strukdorf
- Traventhal
- Wakendorf I
- Weede
- Westerrade

## Geschichte
Das Amt Segeberg-Land entstand 1970 im Zuge einer Verwaltungsreform aus den Ämtern Pronstorf, Traventhal und Segeberg-Land.
Mit Ablauf des 31. Dezember 2005 lösten sich die Ämter Segeberg-Land und Wensin auf und die Gemeinden bildeten ab dem 1. Januar 2006 das Amt Trave-Land mit Verwaltungssitz in Bad Segeberg.

## Wappen
Blasonierung: „In Rot über einer erniedrigten, flachen silbernen Spitze, diese belegt mit einem wachsenden blauen Mühlrad, ein silberner Pferdekopf und eine einwärts gekehrte silberne Damwildschaufel nebeneinander.“